# Ola Tidman
Ola Karl Tidman, född 11 maj 1979 i Malmö är en svensk före detta fotbollsmålvakt som bland annat spelade för Malmö FF och Sheffield Wednesday.
Tidman inledde sin seniorkarriär med Malmö FF och flyttade senare till den belgiska ligan. Efter en lyckosam tid i Stockport County flyttade han till Sheffield Wednesday. .

## Klubbar
- 1998-2000 : Malmö FF
- 2000-2001 : KAA La Gantoise
- 2001-2002 : RAA Louviéroise
- 2002-2003 : Stockport County FC
- 2003-2005 : Sheffield Wednesday
- 2005-2007 : FC Midtjylland
- 2007-2008 : Derry City FC
- 2008 : Akademisk Boldklub
- 2009 : Limhamn Bunkeflo